# Othreis fullonica
Othreis fullonica är en fjärilsart som beskrevs av Carl von Linné 1767. Othreis fullonica ingår i släktet Othreis och familjen nattflyn. Inga underarter finns listade i Catalogue of Life.